# イイコト!11510〜ハートフルナビゲーション〜
イイコト!11510〜ハートフルナビゲーション〜は、2011年よりテレビ神奈川(TVK)で放送されている情報番組。放送時間は毎週水曜日午前9時-9時30分。

## 内容
番組独自の目線で見つけた、健康、映画、音楽等のさまざまな「イイコト」 や心が元気になるちょっとしたトピックを扱う情報番組。「11510」は「イイコト」の音に数字を当てはめた語呂合わせ。

## レギュラー出演者
- 伊東友香（詩人・エッセイスト）：Human Theaterコーナーとナレーションを担当。

### 過去のレギュラー出演者
- 高橋千晶
- 原カントくん

## コーナー
- Human Theater

伊東友香が月替わりのゲストと対談。
- イイコト・プラス

隔週で放送されていた企画コーナー。毎週放送の例もある。
- - 蘭華のらんらん散歩（2017年11月8日 - ）

シンガーソングライターの蘭華が、鎌倉、横浜など、とっておきの寄り道先として紹介したい場所、店を訪ねてリポート。2017年11月は隔週、12月から毎週放送。
- - 朝ボサ（2017年7月12日 - ）

藤沢市出身の歌手Karen が隔週で、「朝からボサノヴァでほっこり」をテーマに約1分間オリジナル曲などをギターで弾き語り。
- イイコト×MOVIE 最新映画情報

当初は「映画おすすめコーナー」というタイトル。月替わりの女性ナビゲーターが新作映画を紹介。ナビゲーターは宮藤あどね、まあみ、ライなどが月替わりで担当。
- ともかとちひろのビューティー講座

東京都出身の泌尿器科医師熊本友香とナビゲーター遠藤ちひろによる対談形式の健康、美容知識提供。
- イイコト!○月のマンスリーソング

月替わりでエンディングの1曲をミュージックビデオで紹介。当初は「エンディングソング」コーナー。

### 過去のコーナー
- 経済クリニック
- イイコト!ニュース
- にほんごであいらぶゆう[1]

詩人・エッセイストの伊東友香による、言葉にまつわる対談。
- 松田まなぶのカナガワ未来レポート[1]

元財務省官僚（元衆議院議員）の松田学が神奈川県内の実業家などと対談。
- 人生を逆転する学校〜星槎のメッセージ〜[1]

学校法人国際学園（星槎グループ）の関係者のコメント。

## 制作会社等
- 制作・著作：ボイジャー、アリア
- 編集、MA：デジタルスタジオ・ジャパン